# Парламентарни избори у Немачкој 1920.
Парламентарни избори у Немачкој одржани су 6. јуна 1920. Социјалдемократска партија је остала најјача политичка партија и након ових избора, али је изгубила више од трећине мандата. Излазност је била 79,2%.

## Резултати
| Партија                                      | Гласови    | %    | Мандати | +/–  |
| -------------------------------------------- | ---------- | ---- | ------- | ---- |
| Социјалдемократска партија                   | 6.104.398  | 21,7 | 102     | –63  |
| Независна социјалдемократска партија Немачке | 5.046.813  | 17,9 | 84      | +62  |
| Немачка национална народна партија           | 4.249.100  | 15,1 | 71      | +27  |
| Немачка народна партија                      | 3.919.446  | 13,9 | 65      | +46  |
| Партија центра                               | 3.845.001  | 13,6 | 64      | –27  |
| Немачка демократска партија                  | 2.333.741  | 8,3  | 39      | –36  |
| Баварска народна партија                     | 1.173.344  | 4,2  | 20      | нова |
| Комунистичка партија Немачке                 | 589.454    | 2,1  | 4       | нова |
| Немачко-хановерска партија                   | 319.108    | 1,1  | 5       | +4   |
| Баварска сељачка лига                        | 218.596    | 0,8  | 4       | =    |
| Пољска партија                               | 89.228     | 0,3  | 0       | нова |
| Немачка економска лига за град и село        | 88.800     | 0,3  | 0       | нова |
| Хришћанска народна партија                   | 65.260     | 0,3  | 1       | нова |
| Пољска католичка лига Горње Шлеске           | 51.437     | 0,2  | 0       | нова |
| Државна партија Шлезвиг-Холштајна            | 25.907     | 0,1  | 0       | нова |
| Немачка социјална партија                    | 22.958     | 0,1  | 0       | нова |
| Немачка партија за средњу класу              | 21.255     | 0,1  | 0       | нова |
| Лусутијанска народна партија                 | 8.050      | 0,0  | 0       | нова |
| Немачка социјалистичка партија               | 7.186      | 0,0  | 0       | нова |
| Реформска група                              | 6.832      | 0,0  | 0       | нова |
| Шлезвиг клуб                                 | 4.966      | 0,0  | 0       | нова |
| Национална демократска народна партија       | 4.015      | 0,0  | 0       | нова |
| Хришћанска социјална народна партија         | 1.219      | 0,0  | 0       | нова |
| Независна партија                            | 169        | 0,0  | 0       | нова |
| Немачка економска и радничка партија         | 43         | 0,0  | 0       | нова |
| Католичка народна партија Горње Шлеске       | 6          | 0,0  | 0       | нова |
| Неважећи/празни гласови                      | 267.249    | –    | –       | –    |
| Укупно                                       | 28.463.581 | 100  | 459     | +36  |
| Регистровани гласачи/излазност               | 35.949.774 | 79,2 | –       | –    |
| Извор: Nohlen & Stöver, Gonschior.de         |            |      |         |      |